# Lleis dels esclaus fugitius als Estats Units
Les lleis d'esclaus fugitius foren lleis aprovades pel Congrés dels Estats Units el 1793 i el 1850 per preveure el retorn dels esclaus que escapaven d'un estat a un altre estat o territori. La idea de la llei d'esclaus fugitius es va derivar de la clàusula de l'esclau fugit que es troba a la Constitució dels Estats Units (article IV, secció 2, paràgraf 3). S'havia pensat que obligar els estats a lliurar els esclaus escapats als seus propietaris vulnerava els drets dels estats a causa de la sobirania estatal i es creia que aquesta decisió estatal no hauria de deixar-se en mans dels estats. Així, la clàusula dels esclaus fugitius estableix que els esclaus escapats seran lliurats a la part reclamant, restringint els drets estatals, ja que recuperar els esclaus era una forma de recuperar la propietat privada. El Compromís de 1850 va comportar una sèrie de lleis que van permetre l'esclavitud als nous territoris i van obligar els funcionaris dels estats lliures a donar audiència als esclaus sense jurat.